# Анисимов, Александр Васильевич
Алекса́ндр Васи́льевич Ани́симов (1901 — 23 марта 1944) — председатель Исполкома Колпинского райсовета (1936—1944), в годы Великой Отечественной войны — организатор обороны Колпино и Ленинграда от немецко-фашистских захватчиков.

## Биография
Родился в 1901 году в Колпино в рабочей семье.
С 15 лет работал в листопрокатном цехе Ижорского завода учеником подручного.
Во время Гражданской войны служил в Красной Армии.
В 1924 году вернулся в Колпино, где снова поступил на завод, работал там до 1935 года — бригада вальцовщиков во главе с Анисимовым не раз признавалась лучшей в цехе № 11. В 1927 году вступил в ВКП(б), активно участвовал в общественной жизни завода и города, с 1929 года являлся членом Колпинского горсовета.
В 1936 году с образованием Колпинскога района был избран председателем Исполкома Колпинского районного Совета депутатов трудящихся.
С началом Великой Отечественной войны в июне 1941 года принял активное участие в создании системы круговой обороны Ленинграда — один из трех поясов которой — Колпинский рубеж, проходил по реке Ижоре от села Ям-Ижора до Октябрьской железной дороги и далее к Неве. Этот рубеж сооружался непосредственно под руководством А. В. Анисимова. При подходе немцев к городу лично возглавил отряд добровольцев из 60 рабочих Ижорского завода, занявший в конце августа оборонительные позиции на подступах к городу. 
Во время Блокады Ленинграда руководил Колпино, организуя жизнедеятельность города. В 1942 году за заслуги в обороне Ленинграда награждён Орденом Ленина.
Погиб в марте 1944 года — его автомашина подорвалась на мине, оставшейся со времени Блокады.
Похоронен на Аллее Героев Колпинского кладбища. В марте 1947 года на его могиле был открыт памятник (скульптор Я. И. Крестовский, архитектор М. А. Шепилевский). В июне того же года его именем была названа одна из улиц города Колпино, на одном из домов которой установлена мемориальная доска.